# Парша (река)
Па́рша — река в Родниковском районе Ивановской области; левый приток реки Тезы. Длина — 65 км, площадь бассейна — 437 км². Средний уклон реки — 0,293 м/км. Высота устья — 91,3 м над уровнем моря.
На реке расположено село Парское.

## Описание
Парша вытекает из болот восточнее юго-восточнее города Родники в 15 км к югу от города Вичуги.
Сразу после истока течёт на юго-восток, затем резко поворачивает на запад, куда и течёт вплоть до устья. На первых километрах — небольшой ручей, в районе села Парского расширяется до 10—20 м, а ближе к устью — до 30 м. Скорость течения небольшая, по берегам лес чередуется с ольшаником. По берегам расположены многочисленные деревни, в деревне Шевригино на реке образовано Шевригинское водохранилище. Крупнейший приток — Шохонка (правый).
Парша впадает в Тезу у деревни Рябинкино на границе с Ивановским и Шуйским районами в 30 км от города Шуи.

### Притоки (км от устья)
- Киверка (пр)
- Якутинка (пр)
- Шорня (лв)
- 19 км: ручей Сатня (пр)
- Тихонка (пр)
- 33 км: река Шохонка (пр)
- Соньба (лв)

## Данные водного реестра
По данным государственного водного реестра России, относится к Окскому бассейновому округу, водохозяйственный участок реки — Клязьма от города Коврова и до устья, без реки Уводь, речной подбассейн реки — бассейны притоков Оки от Мокши до впадения в Волгу. Речной бассейн реки — Ока.
Код объекта в государственном водном реестре — 09010301112110000033327.